# 451 Patientia
451 Patientia eller 1899 EY är en av de största asteroiderna i asteroidbältet. Den upptäcktes 4 december 1899 av den franske astronomen A. Charlois i Nice. Asteroiden har fått namn efter det latinska ordet för tålamod.